# 514
Năm 514 là một năm trong lịch Julius.